# Калачевський Володимир Костянтинович
Володи́мир Костянти́нович Калаче́вський (1874—1922) — адвокат, військовий юрист.

## Життєпис
Народився у 1874 році. У 1901 році закінчив Олександрівську військово-юридичну академію у Санкт-Петербурзі. Працював військовим юристом у Києві, Полтаві, Житомирі, Вінниці, Новограді-Волинському, Рівному, Проскурові, Харкові. Йому довелося брати участь у захисті Євгенії Бош.
У лютому — березні 1917 року часів Української Центральної Ради очолював Київську міліцію.
У 1922 році був розстріляний більшовиками.

## Сім'я
- Дружина — Калачевська (Голяка) Клавдія Степанівна (1874—1958), український ботанік, кандидат біологічних наук, працювала в Акліматизаційному саду АН УРСР в м. Київ.
- Донька — Калачевська Наталія Володимирівна (30.07.1900 — 14.12.1964), кандидат філологічних наук, зав.кафедри романо-германської філології Київського університету, співавтор англо-українського словника. Похована в Києві на Байковому кладовищі.